# Paolo Romani
Paolo Romani (ur. 18 września 1947 w Mediolanie) – włoski polityk, dziennikarz, parlamentarzysta, od 2010 do 2011 minister rozwoju gospodarczego.

## Życiorys
Uzyskał wykształcenie średnie, zdając egzamin maturalny. Od 1974 związany z dziennikarstwem telewizyjnym. Należał do współtwórców stacji TVL Radiotelevisione Libera (1974) i Milano TV (1976), do połowy lat 80. kierował stacją telewizyjną Rete A. Był również redaktorem i dziennikarzem prasowym, m.in. magazynu "Millecanali", a w 1990 został redaktorem naczelnym kanału TV7 Lombardia.
W 1994 zajął się działalnością polityczną, przyłączając się do nowo powołanej przez Silvia Berlusconiego partii Forza Italia. W tym samym roku po raz pierwszy uzyskał mandat posła do Izby Deputowanych XII kadencji. Reelekcję uzyskiwał w kolejnych wyborach (1996, 2001, 2006, 2008) na XIII, XIV, XV i XVI kadencję. Po zjednoczeniu się partii prawicowych został działaczem Ludu Wolności.
W 2009 objął jednocześnie stanowisko asesora (wiceburmistrza) Monzy ds. organizacji Expo 2015. W tym samym roku został wiceministrem rozwoju gospodarczego. 4 października 2010 stanął na czele tego resortu, zastępując pełniącego obowiązki premiera (w związku ze zdymisjonowaniem kilka miesięcy wcześniej Claudia Scajoli). Funkcję tę pełnił do 16 listopada 2011.
W 2013 z listy PdL został wybrany do Senatu XVII kadencji. Dołączył następnie do reaktywowanej partii Forza Italia. W 2018 utrzymał mandat senatora na kolejną kadencję. Wstąpił później do ugrupowania Cambiamo!, a w 2021 dołączył do nowej formacji Coraggio Italia. W przystąpił do stronnictwa Italia al Centro.